# Гачиани
Гачиани (груз. გაჩიანი) — исторический город и район в Нижней Иберии/Квемо Картли на юго-востоке Грузии. Точное местоположение и границы остаются неясными.

## История
Средневековая традиция Леонти Мровели приписывает основание Гачиани мифическому лорду Гачиос, сыну Картлоса. Армянский историк X века Ухтанес помещает Гачиани (Гадженагет) на территорию, которую он называет грузинское поле («врац дашт»), считая его поздним названием более раннего города Цуртави. С другой стороны, в начале XVIII века грузинский ученый князь Вахушти Багратиони определяет местоположение Гачиани на правом берегу реки Кция.
Земли Гачиани были одним из болотистых районов между древней Иверией (Грузией) и Арменией и неоднократно меняли своих владельцев в течение истории. Они составляли часть иберийского Саериставо Самшвилде в IV-III веках до н.э., его юго-западная часть была присоединена к княжеству Гогарене в IV веке, а затем на короткое время попала под контроль армянских Багратидов в 888 и 914/8 годах. Его последующая история существенно совпадает с историей Самшвилде и района к юго-западу от Тбилиси в целом.